# 山西省立第三中学旧址
40°4′35″N 113°13′18″E / 40.07639°N 113.22167°E
山西省立第三中学旧址位于中华人民共和国山西省大同市平城区马军营街道十里店村，2006年被列为第六批全国重点文物保护单位。山西省立第三中学旧址始建于1918年，1921年建成，融合了中西方建筑的风格。1921年夏至1937年夏、1949年夏至1972年间这里是山西省立第三中学（后来的山西省立大同中学校、察哈尔省大同中学校、察哈尔省大同第一中学校、山西省大同第一中学校）的校园。1972年3月，由于大同一中与大同师范学校互换校名，这里成为大同师范学校（今山西大同大学大同师范分校）的校园，使用至今。

## 历史
山西省立第三中学始创于清光绪三十一年（1905年），初名“大同府中学堂”，校舍位于大同府城内。宣统三年（1911年），辛亥革命爆发，革命军占领大同府中学堂校舍，学校被迫停办。民国元年（1912年），学校复校，改名为“大朔中学校”。民国二年（1913年），山西省政府接管大朔中学校，将校名改为山西省立第三中学。民国六年（1917年），苑友梅继任校长，向省政府申请另建校舍。次年，阎錫山的省政府拨款五百余银元用于购地，八万余银元用于建设。学校选址大同城西十里河畔，买下五百亩地，开始建设新校址，即如今的“山西省立第三中学旧址”。新校址建有教室、实验室、图书馆、礼堂、宿舍、食堂、厨房，是当时山西省的中等学校中最好的校舍。1921年，新校址建设完工，同年7月学校迁入新址。1934年，学校又改名为“山西省立大同中学校”。

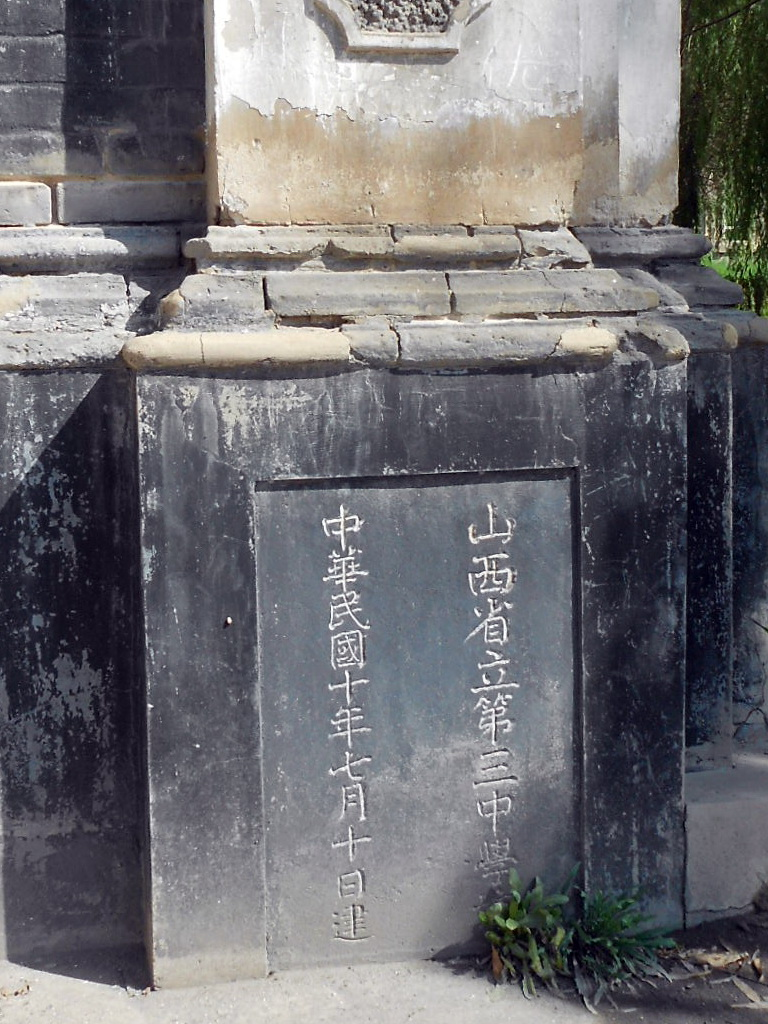
“山西省立第三中学校，中华民国十年七月十日建”，礼堂柱座

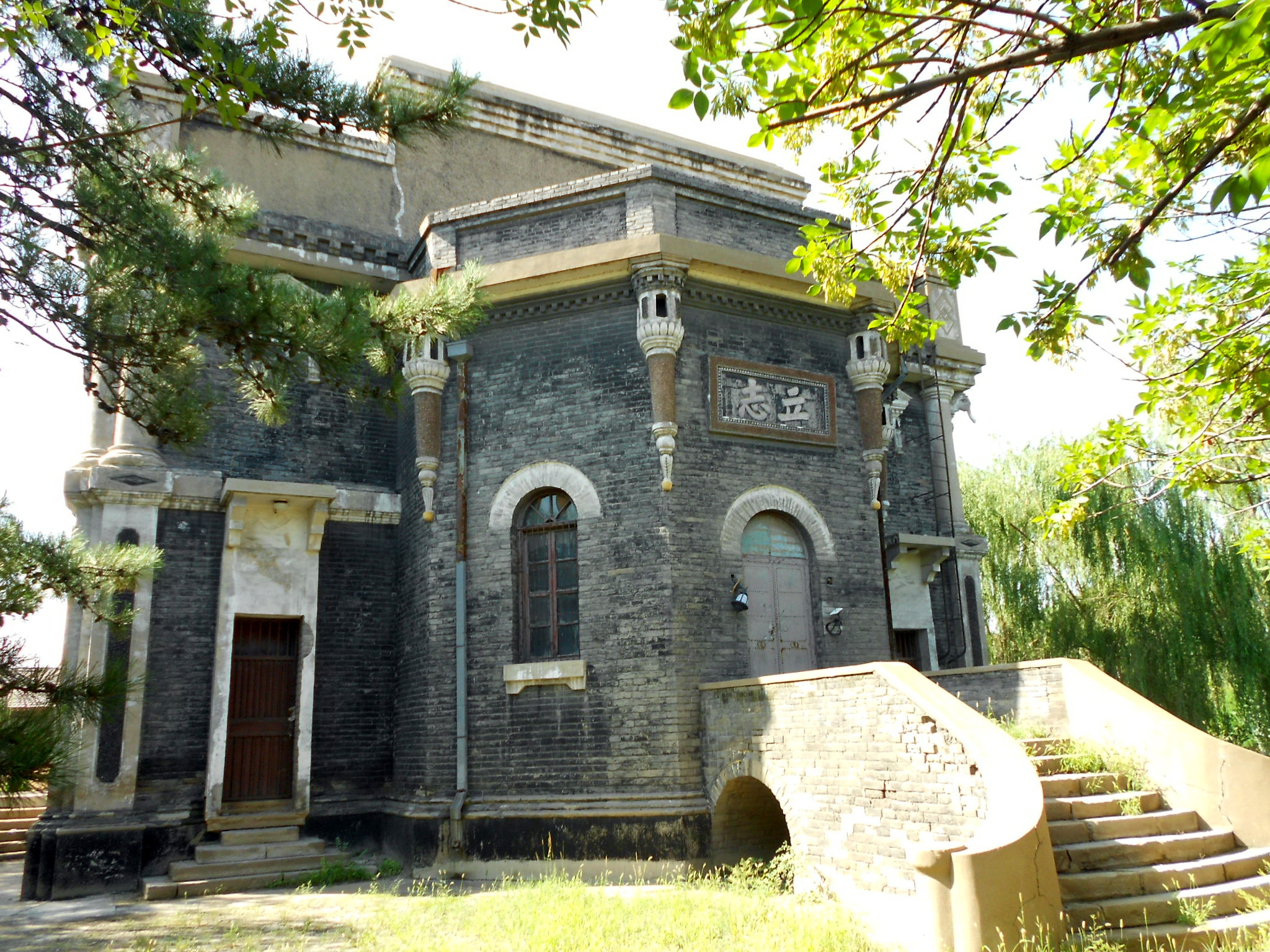
礼堂北面（象头）

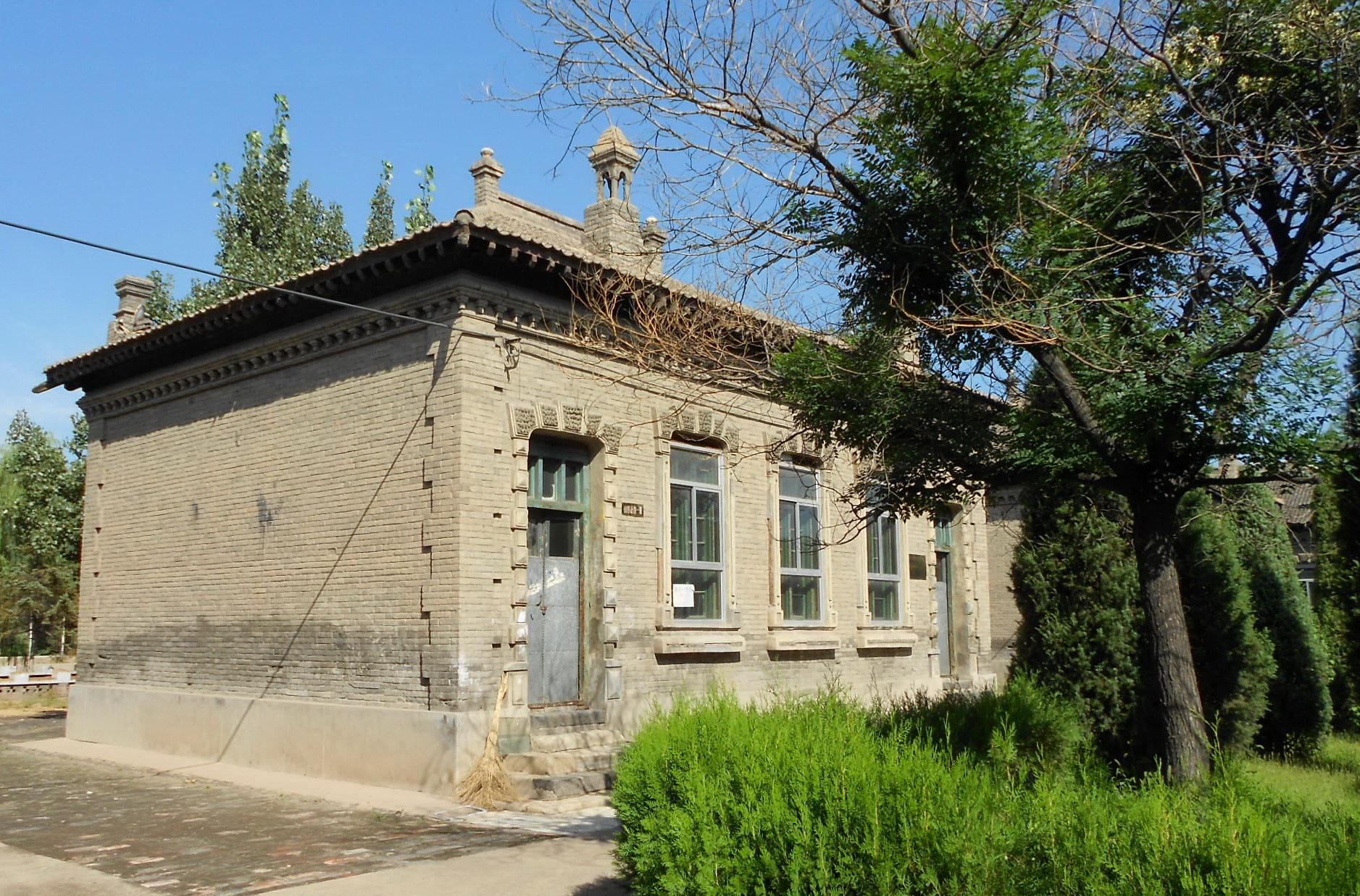
独立教室之一

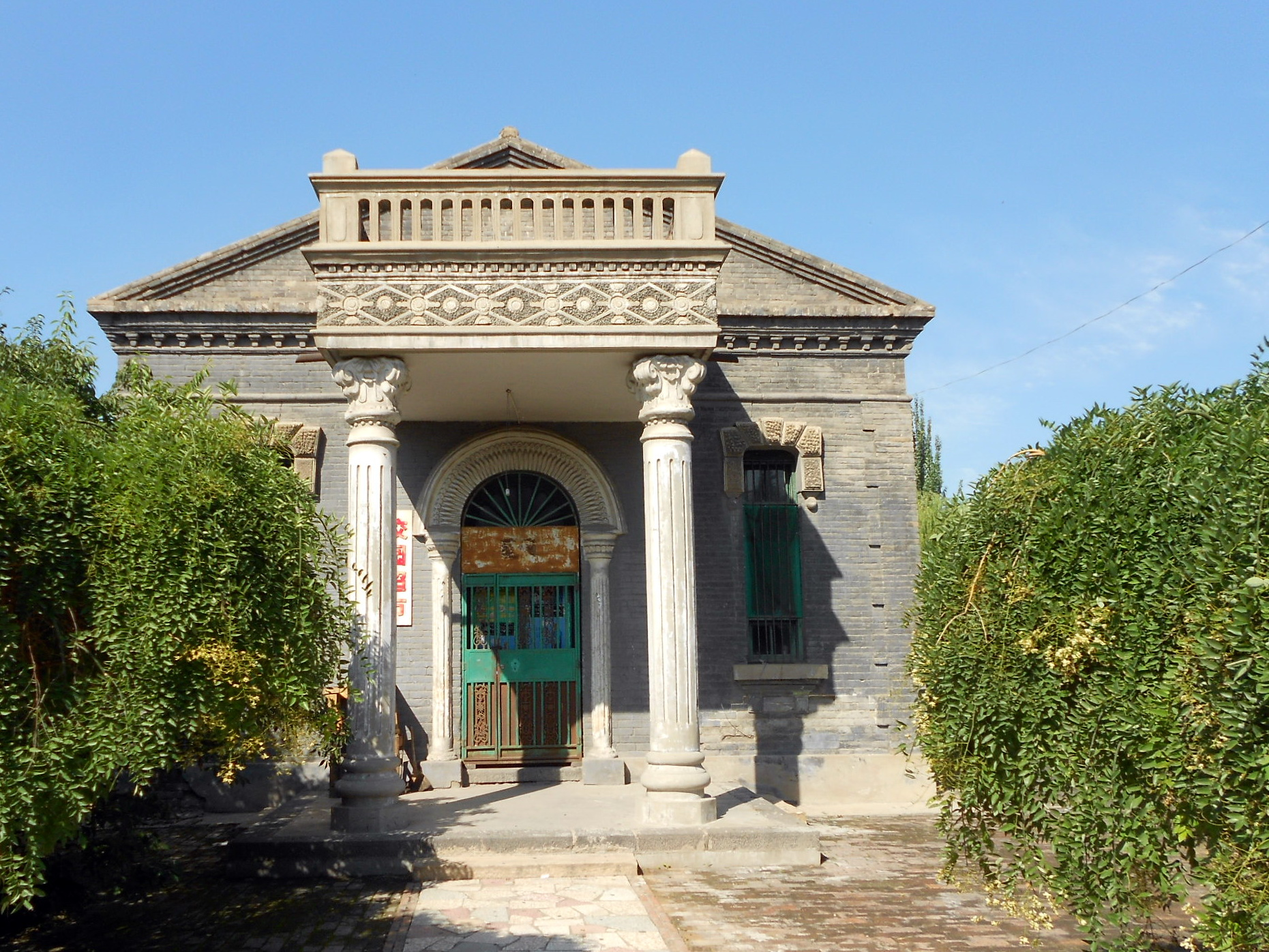
北侧的图书馆或实验室

1937年，抗日战争爆发，日军占领大同，山西省立大同中学校的校舍被日军陆军医院占用，学校的教学设施遭到破坏。1939年，傀儡政府晋北政厅恢复大同中学校，校址在大同府城内的武庙，1944年改名为大同工业中学校。抗日战争结束后，学校恢复旧名“山西省立大同中学校”，并在1946年迁址至城内的大有仓。1949年，解放军夺得大同，学校被军管会接收，改名“察哈尔省大同中学校”。同年夏天，学校迁回十里河畔的校区。1952年，校名先后改为“察哈尔省大同第一中学校”和“山西省大同第一中学校”（简称大同一中）。1972年3月，十里河畔的大同一中和大同城内的大同师范互换校名，山西省立第三中学旧址成为大同师范学校（后来的山西大同大学大同师范分校）的校舍。2006年，山西省立第三中学旧址被列为第六批全国重点文物保护单位。。

## 建筑形制
山西省立第三中学旧址建筑坐北朝南，占地面积接近3万平方米，建筑面积为7,401平方米。省立三中的建筑沿中轴线布局，中轴线自南向北依次是大门、办公楼、礼堂、十二个独立教室，最北是图书馆与实验室。在中轴线外还有操场。建筑融合了中国传统建筑的风格和西式建筑的特色。大门为八根方形砖柱组成。办公楼为一字形，单层。大礼堂面积760平方米，形如卧象，头向北方，象头中央有苑友梅所题“立志”二字。十二个独立教室排成正方形的方阵，每个教室的面积都是110平方米，四阿顶，西式门窗套。中轴线北段东西两侧是图书馆和实验室，面积各为320平方米，曲尺形，混合柱式。现今，省立三中的建筑基本保存了原貌。